# Gilt Edge
Gilt Edge é uma cidade localizada no estado norte-americano de Tennessee, no Condado de Tipton.

## Demografia
Segundo o censo norte-americano de 2000, a sua população era de 489 habitantes.
Em 2006, foi estimada uma população de 484, um decréscimo de 5 (-1.0%).

## Geografia
De acordo com o United States Census Bureau tem uma área de
7,6 km², dos quais 7,5 km² cobertos por terra e 0,1 km² cobertos por água. Gilt Edge localiza-se a aproximadamente 91 m acima do nível do mar.

## Localidades na vizinhança
O diagrama seguinte representa as localidades num raio de 16 km ao redor de Gilt Edge.